# 群馬県立県民健康科学大学
群馬県立県民健康科学大学（ぐんまけんりつけんみんけんこうかがくだいがく、英語: Gunma Prefectural College of Health Sciences, GCHS）は、群馬県前橋市上沖町323-1に本部を置く日本の公立大学。1993年創立、2005年大学設置。大学の略称は、健科大または群健科大。

## 沿革

### 略歴
少子高齢化の急速な進展や疾病構造の変化、新たな感染症の発生など、対応すべき高度医療知識と技術を有する保健医療専門職養成のため、群馬県が2005年に設置した看護師、保健師、診療放射線技師を養成する四年制大学である。前身は群馬県立医療短期大学、群馬県立福祉大学校、群馬県立診療エックス線技師学校である。

## 基礎データ

### 所在地
- 群馬県前橋市上沖町323-1

## 教育および研究

### 組織

#### 学部
- 看護学部
  - 看護学科
- 診療放射線学部
  - 診療放射線学科

#### 大学院
- 看護学研究科
  - 看護学専攻
- 診療放射線学研究科
  - 診療放射線学専攻

## 大学関係者と組織

### 大学関係者一覧
歴代学長
- 杉森みど里
- 土井邦雄
- 髙田邦昭